# Luísa Margarida de Barros Portugal
Luísa Margarida de Barros Portugal, grevinnan de Barral, född 1816, död 1891, var en brasiliansk hovfunktionär. 
Hon var anställd som guvernant för kejsar Peter II av Brasiliens två barn och som hovdam åt hans hustru. Hon beskrivs som en dominant personlighet, och uppgavs dominera det kejserliga hovet. 
Hon fungerade som medlare mellan kejsaren och supplikanter. Hon var nära vän och rådgivare till kejsaren. Det har teoretiserats huruvida hon och Peter II hade en sexuell relation, men det finns ingenting som bevisar att de hade en fysisk relation. Hon hade i alla händelser inte en position som officiell mätress. Hennes inflytande är däremot inte ifrågasatt, då hon fungerade som kejsarens förtrogna och rådgivare. 
Hennes brev publicerades på 1940-talet. 